# كاروماما الثانية
كاروماما الثانية أو كارعمع الثانية أو كارعمع ميريت موت أو كاروماما (د)، هي ملكة مصرية قديمة غير حاكمة أو زوجة ملك عاشت خلال عهد الأسرة الثانية والعشرين، وهي الزوجة الملكية العظمى للملك تاكيلوت الثاني (تاكيرت الثاني).

## عائلتها
الملكة كاروماما الثانية هي ابنة كاهن أمون نيمروت (ج) والسيدة تنتسبح (ج)، وكان جداها من ناحية الأب الملك أوسركون الثاني والملكة جد موتس عنخ.
وقد تزوجت الملكة كاروماما من الملك تاكيلوت الثاني وكانت أماً للملك أوسركون الثالث. كما كانت كاروماما أيضا جدة كل من الملوك تاكيلوت الثالث ورود آمون وزوجة الإله آمون شيبنؤبيت الأولى.

## التعرف عليها
الملكة كاروماما الثانية معروفة عن طريق نقوش كاهن آمون أوسركون (ب) على مقياس النيل في مرسى الكرنك، التي يرجع تاريخها إلى عهد ابنها أوسركون الثالث.

## ألقابها
- الزوجة الملكية العظمى.
- الزوجة الملكية لرب الأرضين.
- ابنة الملك.
- سيدة الأرضين.